# 富綸
富綸，字竹泉，满洲镶黄旗人。清朝政治人物。
嘉庆二十二年九月十二，由安徽按察使升任廣西布政使。嘉庆二十三年十月二十（1818年11月18日），解任，同年十月二十四日（11.22日），革职（以偏执诬讦，出入罪名日）。